# هوغو هانسن
هوغو هانسن (1 أغسطس 1967 فيغا النرويج - ) هو لاعب كرة قدم نرويجي يلعب كمدافع.

## وصلات خارجية
- هوغو هانسن على موقع اتحاد النرويج (النرويجية)
- هوغو هانسن على موقع قاعدة بيانات كرة القدم.إي يو (الإنجليزية)
- هوغو هانسن على موقع ناشيونال فوتبول تيمز (الإنجليزية)
- هوغو هانسن على موقع عالم كرة القدم.نت (الإنجليزية)